# Kamenari
Kamenari su primorsko mjesto u Boki kotorskoj, Crna Gora.

## Zemljopisni položaj
Nalazi se na 42° 28' sjeverne zemljopisne širine i 18° 40' 22" istočne zemljopisne dužine, u prolazu Verige.

## Šport
- Vaterpolo klub Kamenari